# 鄧向榮
鄧向榮（1510年—？），字元植，福建汀州府清流縣人，民籍，明朝政治人物。

## 生平
嘉靖十年（1531年）辛卯科福建鄉試第十六名舉人。嘉靖二十三年（1544年）中式甲辰科會試第五十一名，登第二甲第六十四名進士。擔任戶部主事，监督淮河漕運。以事贬六安州同知，又转四川嘉定知州。任职数月后，邓向荣闻讯父亲病重，于是弃官回乡。居家以著诗作文为乐。著有《太极通书考》、《正学准则》、《惜阴考》、《邓刺史集》、《箴铭》等，诗文以元、亨、利、贞四册行世。

## 家族
曾祖鄧得實；祖父鄧穩；父鄧烜，字汝明，号松涧，常熟縣丞。母伍氏。具庆下，弟向用、向道。